# Dekanat Lošinj
Dekanat Lošinj – jeden z 6 dekanatów rzymskokatolickich wchodzących w skład diecezji Krk w Chorwacji. 
Według danych na październik 2015 roku, w jego skład wchodziło 12 parafii i 1 rektorat.

## Lista parafii
Źródło:
| Lp. | Miejscowość | Parafia                                      | Proboszcz                                        | Adres parafii                                    | Kościół                                                 | Grafika |
| --- | ----------- | -------------------------------------------- | ------------------------------------------------ | ------------------------------------------------ | ------------------------------------------------------- | ------- |
| 1   | Lošinj      | Parafia Narodzenia Najświętszej Maryi Panny  | mons. Ivan Brnić                                 | Š. Kv. Kozulića 8, 51550 Mali Lošinj             | Kościół Narodzenia Najświętszej Maryi Panny w Lošinj    |         |
| 2   | Lošinj      | Rektorat św. Mikołaja w Lošinj               | vlč. Matej Polonijo (rektor)                     | Lošinjskih brodograditelja 52, 51550 Mali Lošinj | Kościół św. Mikołaja w Lošinj                           |         |
| 3   | Belej       | Parafia św. Jerzego, męczennika              | vlč. Ivan Katunar (z parafii w Osor)             | Belej kbr 35, 51555 Belej                        | Kościół św. Jerzego w Belej                             |         |
| 4   | Ćunski      | Parafia św. Mikołaja, biskupa                | vlč. Franko Markulić (z parafii w Malog Lošinja) | 51564 Ćunski                                     | Kościół św. Mikołaja w Ćunski                           |         |
| 5   | Ilovik      | Parafia św. Piotra Apostoła                  | vlč. Filip Šabalja (z parafii w Malog Lošinja)   | Ilovik kbr 13, 51552 Ilovik                      | Kościół św. Piotra Apostoła w Ilovik                    |         |
| 6   | Nerezine    | Parafia Ofiarowania Najświętszej Maryi Panny | vlč. Silvio Španjić                              | Vl. Gortana 3, 51554 Nerezine                    | Kościół Ofiarowania Najświętszej Maryi Panny w Nerezine |         |
| 7   | Osor        | Parafia św. Gaudencji                        | vlč. Ivan Katunar                                | Osor kbr 6, 51554 Nerezine                       | Kościół św. Gaudencji w Osor                            |         |
| 8   | Punta Križa | Parafia św. Andrzeja Apostoła                | vlč. Silvio Španjić (z parafii w Nerezina)       | Punta Križa kbr bb, 51554 Nerezine               | Kościół św. Andrzeja Apostoła w Punta Križa             |         |
| 9   | Susak       | Parafia św. Mikołaja, biskupa                | Tomislav Debelić                                 | Susak kbr 514, 51561 Susak                       | Kościół św. Mikołaja w Valun                            |         |
| 10  | Sveti Jakov | Parafia św. Jakuba Apostoła                  | vlč. Silvio Španjić (z parafii w Nerezina)       | Sv. Jakov kbr. 32, 51554 Nerezine                | Kościół św. Jakuba Apostoła w Sveti Jakov               |         |
| 11  | Unije       | Parafia św. Andrzeja Apostoła                | vlč. Filip Šabalja (z parafii w Malog Lošinja)   | Unije kbr 196, 51550 Mali Lošinj                 | Kościół św. Andrzeja Apostoła w Unije                   |         |
| 12  | Ustrine     | Parafia św. Andrzeja Apostoła                | vlč. Ivan Katunar (z parafii w Osor)             | Ustrine kbr 5, 51555 Belej                       | Kościół św. Andrzeja Apostoła w Ustrine                 |         |
| 13  | Veli Lošinj | Parafia św. Antoniego opata                  | vlč. Luka Paljević                               | Vl. Gortana 40, 51551 Veli Lošinj                | Kościół św. Antoniego opata w Veli Lošinj               |         |